# Pont Zárate-Brazo Largo
Le Complejo Ferrovial Zárate - Brazo Largo ou Complexe ferro-routier Zárate - Brazo Largo en Argentine, est la principale voie de communication entre la province d'Entre Ríos et le nord de celle de Buenos Aires. Destiné à franchir le Río Paraná, ce complexe a comme ouvrages d'art principaux deux ponts à la fois ferroviaires et routiers, construits en enfilade, se trouvant à une distance de 30 km l'un de l'autre, et franchissant les bras appelés Paraná de las Palmas et Paraná Guazú du delta du Río Paraná.
Le premier pont, situé près de Zárate au sud est dénommé Pont du Général Bartolomé Mitre tandis que le deuxième, près de Brazo Largo au nord est dénommé Pont Justo José de Urquiza, ils sont identiques à ceci près que le deuxième traverse un bras plus important que le premier.

## Descriptif général

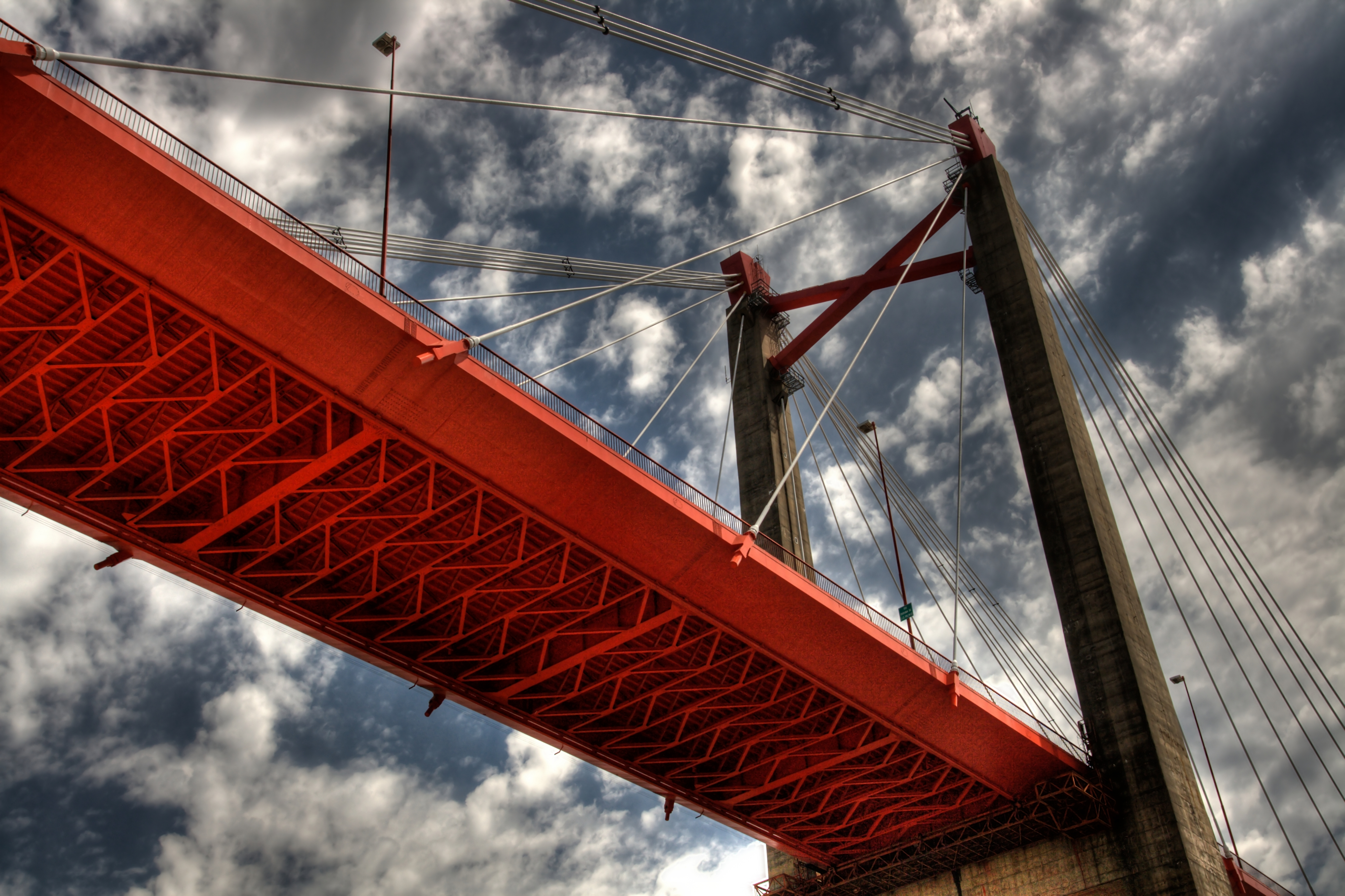
Le pont de Zárate - Brazo Largo, vu de dessous.

Les ouvrages sont des ponts à haubans 550 mètres de longueur, avec chacun un tronçon central de 330 mètres. Les pylônes sont hauts de 110 mètres, son tablier a une épaisseur de 2,6 mètres. Le tablier de ces ponts se situe à 50 mètres au-dessus des eaux, permettant ainsi à de très gros navires de remonter le fleuve. Ils furent tous deux construit entre 1972 et 1978, et rénovés en 1998.
Le complexe ferro-routier Zárate - Brazo Largo est emprunté par le Chemin de fer General Urquiza qui relie Buenos Aires à la Mésopotamie, et au-delà au Brésil, au Paraguay et à l'Uruguay.

## Galerie

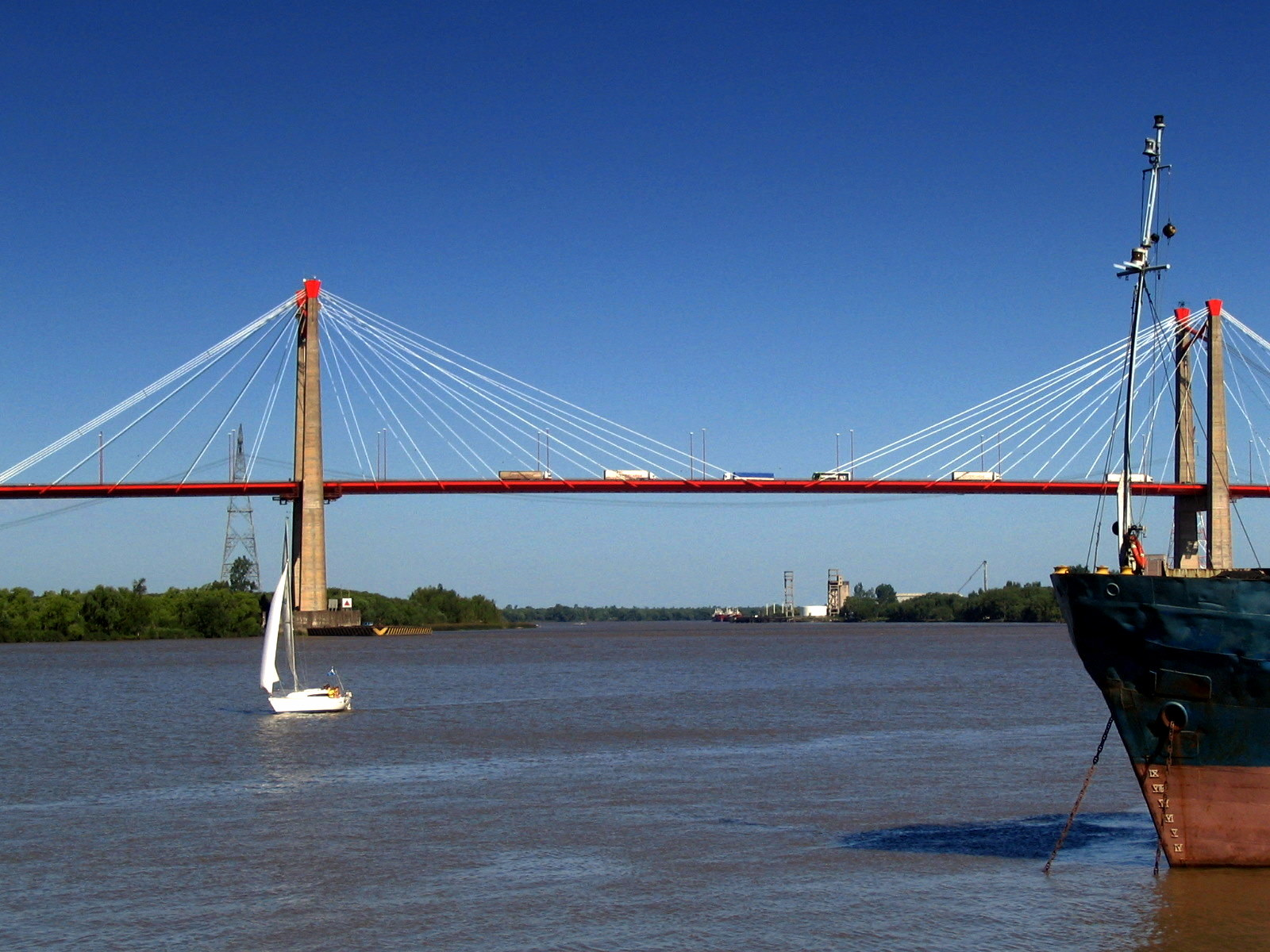
Le pont Zárate-Brazo Largo
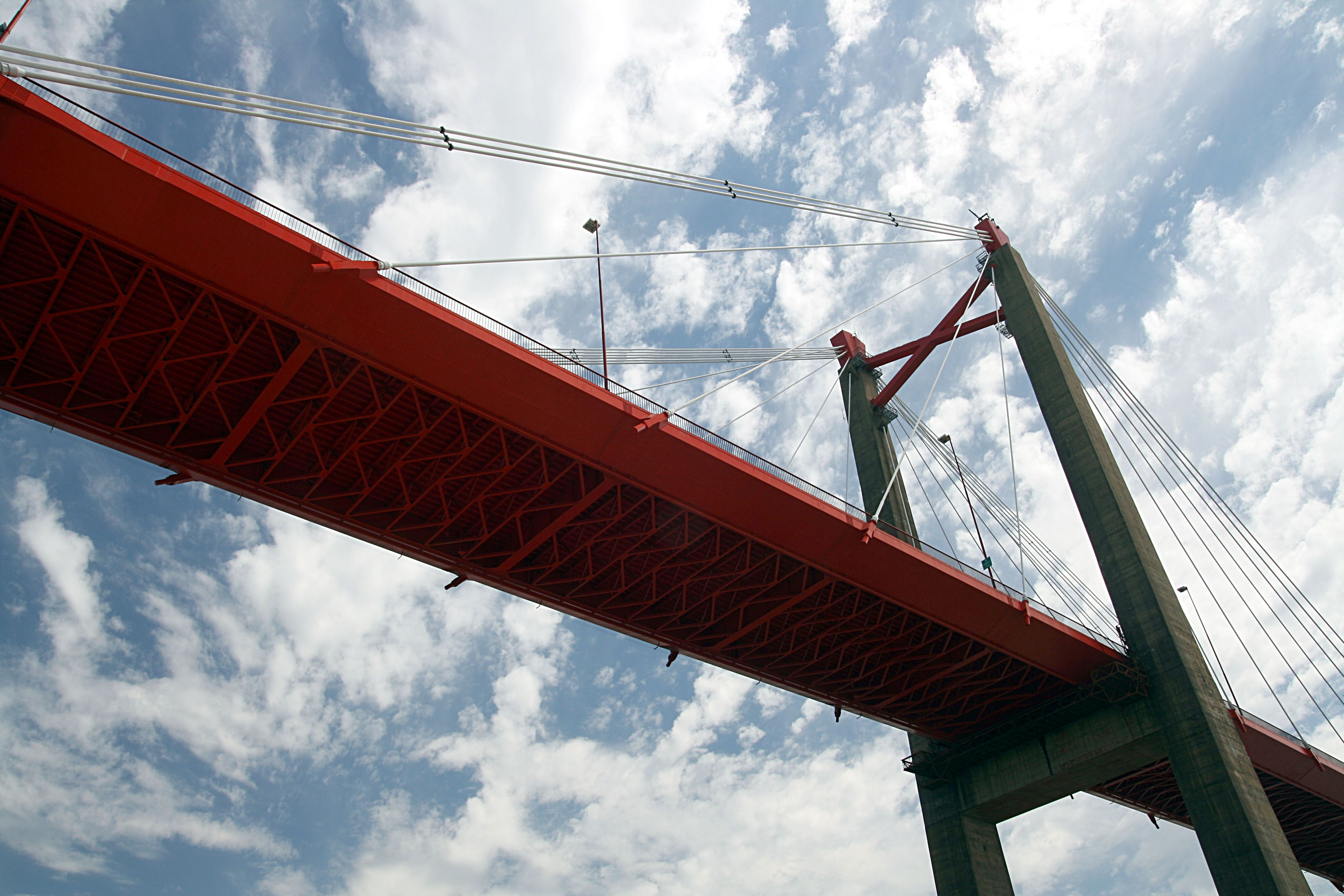
Pylône et dessous du tablier
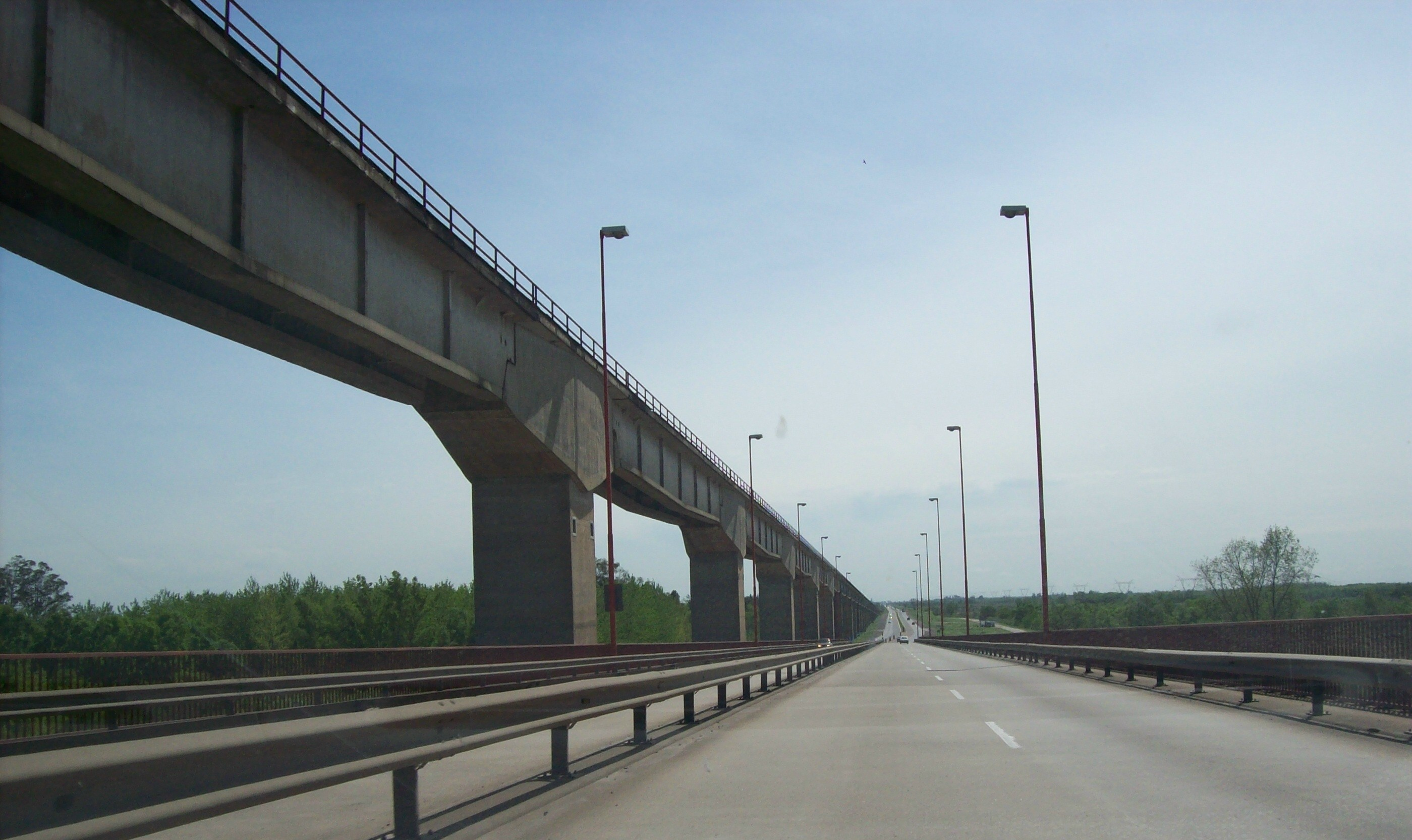
Viaducs d'accès de la voie ferrée

## Sources et références
- (it) Baglietto E., Casirati M., Castoldi A., De Miranda F., Sammartino R., 1976, Ponti Zarate-Brazo Largo: modelli matematici e strutturali del comportamento statico e dinamico, in "Costruzioni Metalliche", 4/1976
- (it) De Miranda F., 1980, I ponti strallati di grande luce, Zanichelli Bologna (I), p. 231-246

1. ↑  (es) « Puente Zarate - Brazo Largo » (consulté le 9 juin 2010)